# Naphta lourd
Pour les articles homonymes, voir White Spirit.
Le naphta lourd, appelé aussi white spirit, distillat de pétrole, succédané d'essence de térébenthine ou encore diluant à peinture au Québec, est un produit raffiné de la distillation du pétrole. Ses principaux constituants sont des hydrocarbures paraffiniques de C8 à C12 (teneur comprise entre 40 et 60 %), des hydrocarbures cycloparaffiniques de C9 à C12 (teneur comprise entre 30 et 70 %) et des hydrocarbures aromatiques (teneur comprise entre 1 et 20 %, ne contient pas de benzène), soit de l'isooctane en mélange à d'autres produits.

## Description
Succédané d'essence de térébenthine, naphta de pétrole, benzine de pétrole, il est utilisé pour la dilution des peintures, vernis et encres d'imprimerie.
Ce produit présente plusieurs dangers :
- forte inflammabilité (mais le point d'auto-inflammation varie de 225 à 280 °C[1]) ;
- risque d'explosion en présence de flamme, d'arc électrique ou d'étincelle ;
- la respiration des vapeurs à forte dose peut conduire à une perte de connaissance ;
- les projections à même la peau peuvent causer des dermatites de contact.

Il existe un « white spirit désaromatisé » dont la teneur en hydrocarbures aromatiques est limitée à 5 % maximum (mais en pratique le taux est généralement de l'ordre de 0,1 %). Cela n'influe pas sur la toxicité du produit selon l'INRS.

## Vente
En France, c'est un produit interdit à la vente aux mineurs (une preuve de majorité peut être demandée) et il n'est pas assujetti à la même fiscalité que les carburants (pas de TIPP) et ne doit donc pas être utilisé comme combustible. Il est vendu dans les magasins de bricolage et les grandes surfaces.